# Thorvald Strömberg
Lennart Thorvald Strömberg (Kirkkonummi, 17 marzo 1931 – Raseborg, 9 dicembre 2010) è stato un canoista finlandese.
Ha vinto due medaglie olimpiche nella canoa, entrambe alle Olimpiadi di Helsinki 1952. In particolare ha conquistato la medaglia d'oro nella specialità K1 10000 metri maschile e la medaglia d'argento nel K1 1000 metri.
Ha partecipato anche alle Olimpiadi di Melbourne 1956.
Nelle sue partecipazioni ai campionati mondiali ha ottenuto due medaglie d'oro (1950 e 1958) e una medaglia d'argento (1950) in diverse distanze.